# Vorschiff

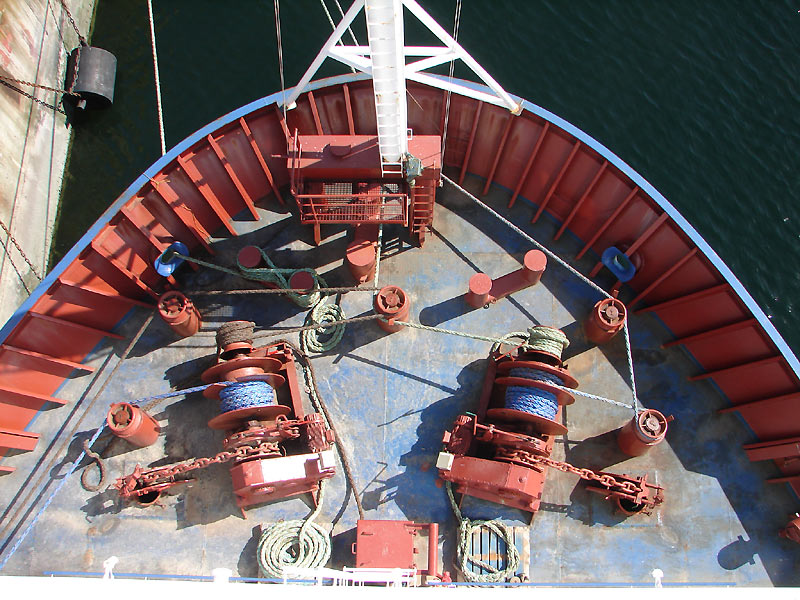
Vorschiff

Als Vorschiff bezeichnet man den gesamten vorderen, sich meist verjüngenden Teil eines Schiffes. Dazu gehören sowohl das Deck als auch die unter Deck liegenden Schiffsräume.
Bei Segelyachten erstreckt sich dieser Bereich vom Vorsteven bis zum Mast. Es befinden sich dort an Deck in der Regel die Luken für die darunterliegenden Kojen, die Ankerwinde und der Deckel für den darunter liegenden Ankerkasten.
Auf Frachtschiffen war dort ein Teil der Werkstätten untergebracht. Auf Motoryachten wird der Bereich vor der Plicht oder dem Kabinenaufbau als Vorschiff bezeichnet.
Im Englischen wird das Vorschiff als foreship, forebody oder forecastle bezeichnet, wobei Letzteres auch Back und (vorderes) Schiffskastell bedeuten kann.